# Zgłębnik Sengstakena-Blakemore’a

Zgłębnik Sengstakena-Blakemore’a

Schemat użycia zgłębnika. Do portu balonu przełykowego przyłączony manometr, dla umożliwienia wypełnienia balonu powietrzem o właściwym ciśnieniu

Zgłębnik Sengstakena-Blakemore’a, sonda Sengstakena-Blakemore’a (ang. Sengstaken-Blakemore tube) – rodzaj zgłębnika wprowadzanego do żołądka przez nos lub jamę ustną, w niektórych ośrodkach stosowany do doraźnego hamowania krwawienia z pękniętych żylaków przełyku. Tamponada skutecznie zatrzymuje krwotok, ale u 60% chorych po usunięciu zgłębnika dochodzi do nawrotu krwawienia. Podobnie działa zgłębnik Lintona-Nachlasa. 
Zgłębnik wprowadza się do żołądka, a następnie wypełnia balony powietrzem do uzyskania docelowego ciśnienia 30-50 mm Hg. Zgłębnik napina linka z obciążeniem 250-500 g. Tamponada żylaków nie powinna być utrzymywana dłużej niż 24 godziny; po tym okresie wzrasta ryzyko powstania tzw. odleżyn błony śluzowej przełyku, które stają się drugim obok żylaków źródłem krwotoku, niekiedy niemożliwym do opanowania. Inne możliwe powikłanie to przemieszczenie zgłębnika, perforacja przełyku lub żołądka.
Metodę działania zgłębnika zaproponowali w 1950 roku Sengstaken i Blakemore. Tamponadę krwawiących żylaków przełyku opisał już Westphal w 1930 roku.